# Défense et Illustration

Défense et Illustration est un recueil de textes critiques publiés par Pierre Jean Jouve en 1943 et en 1946. 
Il contenait son essai Tombeau de Baudelaire, et c'est sous ce titre qu'il l'a réédité en 1958.